# Aernus (dieu gallicien)
Pour les articles homonymes, voir Aernus.
Aernus est un théonyme utilisé durant l'antiquité, dans le panthéon celtibère, probable protecteur du peuple nord-lusitianien et sud-gallicien des Zoelae.

## Étymologie
La signification du nom est encore inconnue mais on peut comparer les racines proto-indo-européennes *aper- « derrière, à l'arrière » et *āpero- « rivage » avec les développements phonologiques réguliers en celtique.

## Découvertes
L'usage de ce théonyme se limitait au culte dans les environs de Bragance. Une autre inscription a également été trouvée à Castro de Avelãs, tandis qu'une autre a été trouvée à Malte à Macedo de Cavaleiros, également dans le district de Bragança,.

## Fonctions
Une inscription, trouvée à Castro de Avelãs, était dédiée par l'ordo Zoelarum, ce qui amène Tranoy et Roux à conclure que ce dieu était probablement le protecteur des Zoelae. Alors que les preuves épigraphiques d'Aernus sont rares, sa concentration dans un territoire réduit en association avec des aspects homogènes de la culture matérielle indique à Olivares une homogénéité dans l'aire culturelle des Zoelae.